# ورزشگاه صور
ورزشگاه صور ورزشگاهی چند کاربردی در صور، لبنان می‌باشد. امروزه از آن بیشتر برای برپایی مسابقه‌های فوتبال و به عنوان ورزشگاه خانگی باشگاه فوتبال تضامن صور استفاده می‌شود. این ورزشگاه گنجایش ۶٬۵۰۰ نفر تماشاچی را دارد.